# جورج شارب (سياسي)
جورج شارب هو سياسي كندي، ولد في 6 نوفمبر 1908 في كندا، وتوفي في 20 نوفمبر 1985 في نفس البلد.